# 마모노보

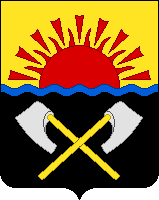
시 문장

마모노보(러시아어: Мамоново, 독일어: Heiligenbeil, 리투아니아어: Šventpilis, 폴란드어: Święta Siekierka / Świętomiejsce)는 러시아 칼리닌그라드주 남서부에 위치한 도시로, 인구는 7,393명(2002년 기준)이다.
1272년 튜턴 기사단에 정복되었고 1945년까지 독일의 영토로 남아 있었다. 1945년 이전까지는 하일링겐바일(Heiligenbeil)이라는 이름으로 불렀지만 제2차 세계 대전 종식과 함께 소비에트 연방에 병합되면서 지금과 같은 이름으로 변경되었다. 도시 이름은 1944년 10월 26일 푸우투스크 인근에서 전사한 소비에트 연방의 사령관인 니콜라이 바실례비치 마모노프에서 유래된 이름이다.